# Сузір'я (космічна програма)

Логотип космічної програми «Сузір'я»

«Сузір'я» (англ. Constellation) — космічна програма розвитку пілотованої космонавтики в США, яка розроблялася і здійснювалася НАСА з 2004 по 2010 роки. У травні 2011 року НАСА оголосила про продовження робіт по зміненому кораблю з програми для пілотованих польотів на орбіту Землі, астероїди і Марс, а в вересні 2011 року — представило проєкт нової надпотужної ракети-носія SLS замість аналогічного більшого носія. Проєкт «Сузір'я» — комплексний проєкт, у рамках якого розроблялася нова космічна техніка і планувалося створення необхідної інфраструктури для забезпечення польотів нового космічного корабля на Місяць, створення постійної бази на Місяці і, в перспективі, польотів на Марс.

## Розробки програми «Сузір'я»
У рамках програми «Сузір'я» розроблялися:
- новий пілотований дослідницький корабель «Оріон» (англ. Crew Exploration Vehicle — CEV);
- потужна ракета-носій «Арес I» (Crew Launch Vehicle — CLV) для виходу на орбіту Землі пілотованого дослідного корабля;
- надпотужна ракета-носій «Арес V» (Cargo Launch Vehicle — CaLV) для виходу корабля за межі орбіти Землі;
- місячний модуль «Альтаїр[en]» (Lunar Surface Access Module — LSAM), призначений для посадки на Місяць і зльоту з його поверхні.

«Сузір'я» — це комбінація великих і малих систем, які повинні були забезпечити людям необхідні можливості для дослідження Сонячної системи. Програма «Сузір'я» мала на меті знизити ризик і вартість польотів на Місяць і забезпечити основу для майбутніх пілотованих польотів на Марс.
«Сузір'я» — це проєкт, в якому брали участь різні дослідні центри як всередині НАСА, так і інших фірм, підприємств, університетів.

## Зв'язок з програмою «Аполлон»
Багато нових космічних систем розроблялися на основі компонентів, що вже використовувалися в системі «Спейс Шаттл». Для побудови нового пілотованого корабля планувалося використовувати успішний досвід програми «Аполлон».
Розроблялася нова техніка для польотів на Місяць. У програмі «Аполлон» командний модуль космічного корабля разом із місячним модулем запускався однією ракетою-носієм «Сатурн V». Розподіл командного модуля з місячним модулем здійснювалося на навколомісячній орбіті. У програмі «Сузір'я» передбачався роздільний старт пілотованого корабля і місячного модуля, з'єднання їх на навколоземній орбіті, переліт на навколомісячну орбіту, розз'єднання і висадка екіпажу на Місяць в місячному модулі. Важливим є той факт, що на відміну від «Аполлона», екіпаж якого складався з трьох астронавтів, з яких лише двоє здійснювали посадку на Місяць, екіпаж «Оріона» складався з чотирьох людей і повинен здійснювати посадку в повному складі. Орбітальний корабель в цей час залишався б на орбіті Місяця в автоматичному режимі.

## Закриття програми «Сузір'я»
На початку лютого 2010 року програма була офіційно згорнута за рішенням 44-го президента США Барака Обами у зв'язку з переглядом підходу реалізації космічних місій і недостатнім фінансуванням, викликаним світовою фінансовою кризою і рекордним дефіцитом бюджету США.